# Live at Budokan ~Red Night & Black Night Apocalypse~
Live at Budokan ~Red Night & Black Night Apocalypse~ (LIVE AT BUDOKAN 〜RED NIGHT & BLACK NIGHT APOCALYPSE〜), estilizado como LIVE AT BUDOKAN ~RED NIGHT & BLACK NIGHT APOCALYPSE~, é o terceiro álbum de vídeo do grupo japonês de kawaii metal Babymetal, lançado em 7 de janeiro de 2015 no Japão. Posteriormente, em 30 de outubro do mesmo ano, foi relançado fisicamente na Europa através da gravadora Edel Music.

## Conteúdo
O álbum é composto por dois concertos one-man live (one-man live é um termo wasei-eigo que indica um concerto realizado por um artista, isto é, sem ato de abertura) realizados pelo grupo em 1 de março de 2014 (Akai Yoru Legend "Kyodai Corset Matsuri" ~Tenkaichi Metal Budokai Final~) e 2 de março de 2014 (Kuroi Yoru Legend "Doomsday" ~Shokan no Gi~), ambos realizados na arena Nippon Budokan.

## Lançamento
O álbum foi lançado em formato de DVD e BD, além de lançado como boxes limitados para os membros do -THE ONE-, intitulado Live at Budokan "Budo-Can"- THE ONE - Limited Box, contendo itens especiais e limitados, inclusive o álbum ao vivo Live at Budokan ~Black Night~. Quando relançado na Europa, foi disponibilizado regularmente nos formatos de DVD e Blu-ray, e limitadamente como CD/DVD.

## Faixas
| Akai Yoru Legend "Kyodai Corset Matsuri" ~Tenkaichi Metal Budokai Final~ 2014/03/01 at Nippon Budokan |                                                  |         |  |
| N.º                                                                                                   | Título                                           | Duração |  |
| 1. | "Megitsune" (メギツネ)                           |         |  |
| 2. | "Doki Doki Morning" (ド・キ・ド・キ☆モーニング)  |         |  |
| 3. | "Gimme Chocolate!!" (ギミチョコ！！)             |         |  |
| 4. | "Iine!" (いいね！)                               |         |  |
| 5. | "Catch Me If You Can" (Catch me if you can)      |         |  |
| 6. | "Uki Uki Midnight" (ウ・キ・ウ・キ★ミッドナイト) |         |  |
| 7. | "Akumu no Rinbukyoku" (悪夢の輪舞曲)             |         |  |
| 8. | "Onedari Daisakusen" (おねだり大作戦)            |         |  |
| 9. | "4 no Uta" (4の歌)                               |         |  |
| 10.                                                                                                   | "Akatsuki" (紅月-アカツキ-)                      |         |  |
| 11.                                                                                                   | "Babymetal Death" (BABYMETAL DEATH)              |         |  |
| 12.                                                                                                   | "Head Bangya!!" (ヘドバンギャー！！)             |         |  |
| 13.                                                                                                   | "Ijime, Dame, Zettai" (イジメ、ダメ、ゼッタイ)   |         |  |

| Kuroi Yoru Legend "Doomsday" ~Shokan no Gi~ 2014/03/02 at Nippon Budokan | |         |  |
| N.º                                                                      | Título | Duração |  |
| 1.                                                                       | "Babymetal Death" (BABYMETAL DEATH)                                                                        |         |  |
| 2.                                                                       | "Iine!" (いいね！)                                                                                         |         |  |
| 3.                                                                       | "Kimi to Anime ga Mitai~Answer for Animation With You" (君とアニメが見たい〜Answer for Animation With You) |         |  |
| 4.                                                                       | "Onedari Daisakusen" (おねだり大作戦)                                                                      |         |  |
| 5.                                                                       | "4 no Uta" (4の歌)                                                                                         |         |  |
| 6.                                                                       | "No Rain, No Rainbow" (NO RAIN, NO RAINBOW)                                                                |         |  |
| 7.                                                                       | "Akatsuki" (紅月-アカツキ-)                                                                                |         |  |
| 8.                                                                       | "Catch Me If You Can" (Catch me if you can)                                                                |         |  |
| 9.                                                                       | "Uki Uki Midniht" (ウ・キ・ウ・キ★ミッドナイト)                                                            |         |  |
| 10.                                                                      | "Gimme Chocolate!!" (ギミチョコ！！)                                                                       |         |  |
| 11.                                                                      | "Akumu no Rinbukyoku" (悪夢の輪舞曲)                                                                       |         |  |
| 12.                                                                      | "Megitsune" (メギツネ)                                                                                     |         |  |
| 13.                                                                      | "Ijime, Dame, Zettai" (イジメ、ダメ、ゼッタイ)                                                             |         |  |
| 14.                                                                      | "Doki Doki Morning" (ド・キ・ド・キ☆モーニング)                                                            |         |  |
| 15.                                                                      | "Head Bangya!!" (ヘドバンギャー！！)                                                                       |         |  |

## Desempenho nas paradas musicais
No dia de seu lançamento, Live at Budokan ~Red Night & Black Night Apocalypse~ figurou em 3° na parada diária de DVDs e em 1° na parada diária de Blu-ray da Oricon. Durante a semana de seu lançamento, a versão em DVD estreou em 3° e a versão Blu-ray em 1° nas respectivas paradas da Oricon, fazendo com que Babymetal se tornasse o grupo mais jovem, com uma média de idade de 15.7 anos, a alcançar a primeira posição na parada semanal de Blu-ray, ultrapassando o grupo Momoiro Clover Z que, com seu álbum de vídeo Momoiro Christmas 2011 Saitama Super Arena Taikai, alcançou a primeira posição com a média de idade de 16.6 anos.
| Parada (2015)                         | Melhor posição |
| DVD                                   | DVD            |
| ------------------------------------- | -------------- |
| Japão (Oricon Daily DVD Sogo)         | 3              |
| Japão (Oricon Shunkan DVD Sogo)       | 3              |
| Japão (Tower Records Daily Sogo)      | 5              |
| Japão (Tower Records Zenten Sogo DVD) | 1              |
| Blu-ray                               |                |
| Japão (Oricon Daily Blu-ray Sogo)     | 1              |
| Japão (Oricon Shunkan Blu-ray Sogo)   | 1              |

### Precessão e sucessão
| Gráficos de sucessão                                             | Gráficos de sucessão                                                                   | Gráficos de sucessão                                         |
| ---------------------------------------------------------------- | -------------------------------------------------------------------------------------- | ------------------------------------------------------------ |
| Precedido por Mr.S "saikou de saikou no CONCERT TOUR" por SMAP   | Álbuns número um na Oricon Shunkan Blu-ray Sogo 19 de janeiro de 2015                  | Sucedido por NANA MIZUKI LIVE FLIGHT×FLIGHT+ por Nana Mizuki |
| Precedido por Live at HAZIKETEMAZARE FESTIVAL 2014 por HEY-SMITH | Álbuns número um na Tower Records Zenten Sogo DVD 5 de janeiro - 11 de janeiro de 2015 | Sucedido por Sexy Zone summer concert 2014 por Sexy Zone     |

## Histórico de lançamento
| Região | Data de lançamento    | Formato         | Gravadora  |
| ------ | --------------------- | --------------- | ---------- |
| Japão  | 7 de janeiro de 2015  | DVD, BD         | BMD Fox    |
| Europa | 30 de outubro de 2015 | DVD, BD, CD+DVD | Edel Music |